# Karl Stephan (Propst)
Karl Stephan (* 1700 in Geiselhöring; † 16. April 1770 in Reichersberg) war Propst der Abtei Reichersberg.

## Leben
Karl Stephan legte 1722 in Reichersberg die Ordensgelübde ab, wurde 1725 zum Priester geweiht und diente dann mehrere Jahre in der Seelsorge, zunächst als Kooperator in Ort, später als Pfarrer in Edlitz. Nachdem er 17 Jahre die Stiftsbesitzungen in Niederösterreich verwaltet hatte, wurde er am 12. März 1752 als Nachfolger des verstorbenen Mathias Führer zum Propst gewählt und am 23. Mai im Passauer Dom benediziert. Während seiner achtzehnjährigen Amtsführung ließ er das Interieur der Stiftskirche aufwerten und in Teilen erneuern. Auch die Bibliothek erfuhr unter ihm einen erheblichen Zuwachs. Bei seinem Tod hinterließ er das Stift in geordneten Verhältnissen.

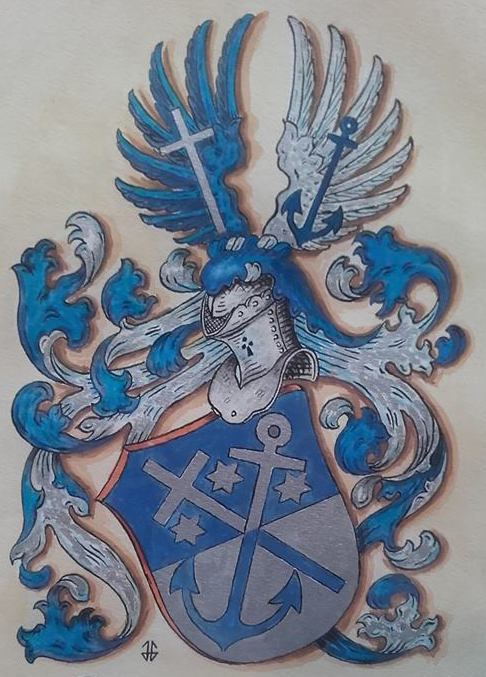
Wappen der Familie Stephan
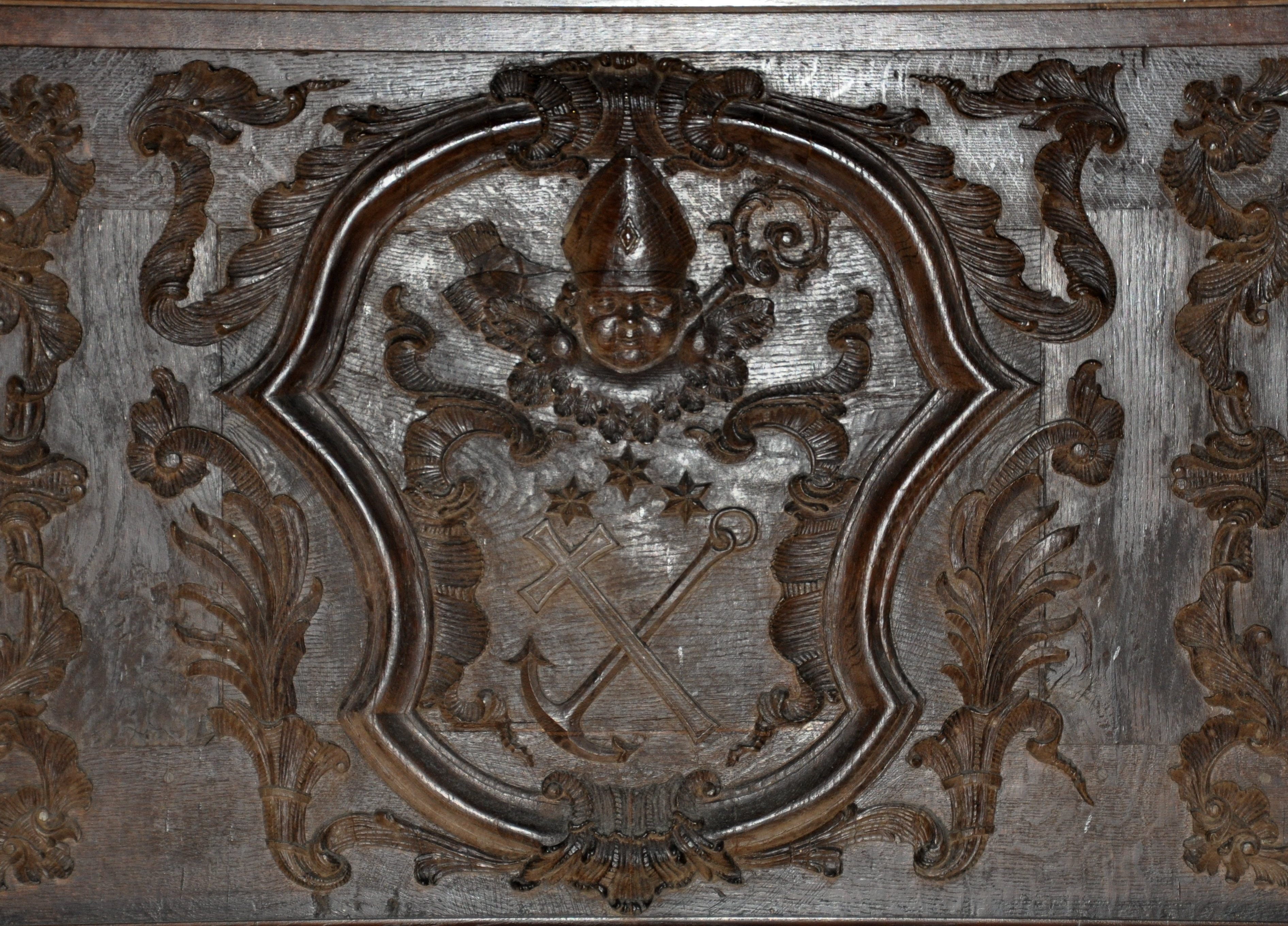
Wappen des Propstes Karl Stephan, Stiftskirche Reichersberg, 1760
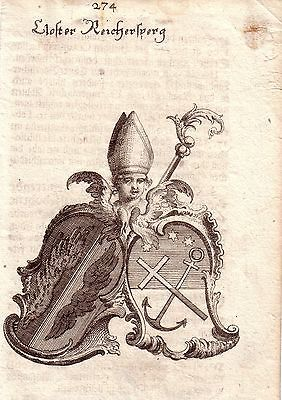
Allianzwappen Propst Karl Stephans, bestehend aus dem Wappen der Abtei Reichersberg, daneben Familienwappen Stephan, Kupferstich zwischen 1752 und 1770

| Vorgänger      | Amt                               | Nachfolger       |
| -------------- | --------------------------------- | ---------------- |
| Mathias Führer | Propst von Reichersberg 1752–1770 | Ambros Kreuzmayr |